# Spilosoma korearctia
Spilosoma korearctia är en fjärilsart som beskrevs av Felix Bryk 1948. Spilosoma korearctia ingår i släktet Spilosoma och familjen björnspinnare. Inga underarter finns listade i Catalogue of Life.